# Fernando E. Novas
Fernando E. Novas, född 1960, är en argentinsk paleontolog från Museum of Natural History i Buenos Aires.

## Arter Novas har beskrivit
- Abelisaurus comahuensis (tillsammans med José F Bonaparte 1985)
- Aniksosaurus darwini (tillsammans med Martinez 1997)
- Austroraptor cabazai (2008)
- Frenguellisaurus ischigualastensis (1986)
- Megaraptor namunhuaiquii (1998)
- Neuquenraptor argentinus (tillsammans med Pol 2005)
- Orkoraptor burkei (2008)
- Patagonykus puertai (1996)
- Puertasaurus reuili (tillsammans med Salgado, Calvo och Agnolin 2005)
- Skorpiovenator bustingorryi (2008)
- Talenkauen santacrucensis (tillsammans med Cambiaso och Ambrosio 2004)
- Tyrannotitan chubutensis (tillsammans med de Valais, Vickers-Rich och Rich 2005)
- Unenlagia comahuensis (tillsammans med Puerta 1997).